# Messerschmitt Me.209
Мессершмитт Me 209 (нем. Messerschmitt Me.209) — самолёт, специально созданный в нацистской Германии для установки нового абсолютного мирового рекорда скорости.

## Описание
Самолёт приспособили к специально построенному двигателю Даймлер-Бенц DB 601ARJ с взлётной мощностью 1342 кВт (1800 л. с.), с кратковременным форсажем до 1715 кВт (2300 л. с.).
26 апреля 1939 года Ме.209, пилотируемый капитаном Фрицем Венделем, установил новый рекорд, показав среднюю скорость на маршруте 755,136 км/час (469,22 миль/час). Прежний рекорд принадлежал также немецкому самолёту-рекордсмену He.100.
Из установленного рекорда скорости немецким командованием было принято решение сделать пропагандистскую акцию. В Международную авиационную федерацию подали документы на Ме.109R, для того, чтобы показать, что это был серийный боевой самолёт, а не специально построенная машина.
Рекорд, установленный в 1939 году на Ме.209, продержался 30 лет и был перекрыт в 1969 году на модифицированном F8F фирмы Грумман.
За всю войну немецкие специалисты так и не смогли окончательно завершить проект Ме.209 и создать машину, пригодную для условий фронтового использования, поэтому всю войну на Восточном фронте воевали машины предыдущего поколения — Messerschmitt Bf.109 — модификаций Е («Эмиль»), F («Фридрих») и G («Густав»).
В итоге, данная модель так и не стала полноценным боевым самолётом, оставшись одним из многочисленных экспериментальных образцов в истории авиации.

### Отзывы советских специалистов
Во время предвоенной поездки советского конструктора Яковлева в Германию предложенный советской стороне для покупки Ме.209 никакого интереса у авиаконструктора не вызвал, поскольку было ясно, что истребителя из гоночного самолёта не получится. Известный лётчик С. Супрун возмущался, говоря, что немцы пытаются «втереть очки» советской делегации. Ещё один участник советской делегации Гусев заявил: «нам подсовывают всякую ерунду!»

### Самолёт и СССР
Перед визитом советских представителей немцы пытались продать Ме.209 японцам, но те вежливо отказались.
Существует неясность с приобретением или не приобретением Советским Союзом экспериментального Ме.209. Исследователи истории авиации Д. А. Соболев и А. С. Степанов полагают, что «мифический» и малоценный экспериментальный самолёт не поставили в СССР. Существует и другая версия, что по приказу Сталина всё же был приобретён экземпляр Ме-209, чтобы не обострять отношения с Германией. Он был поставлен, но так и простоял в ангаре ЛИИ ВВС в Жуковском до своего уничтожения накануне эвакуации в октябре 1941 года, не совершив ни одного полёта.

## Лётно-технические характеристики

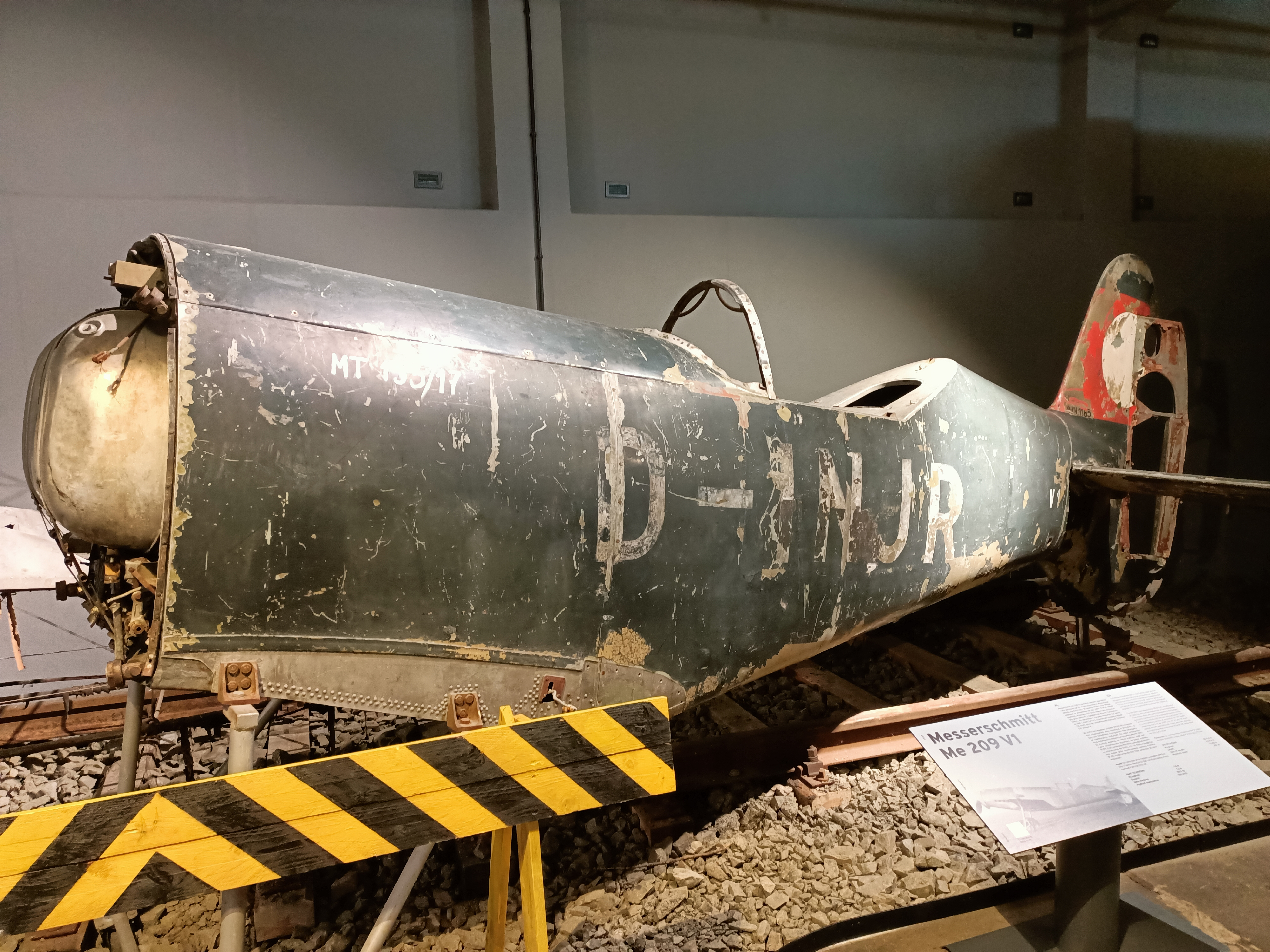
Me.209 V1 в экспозиции польского музея авиации в Кракове.

Приведены данные варианта Me.209 V4.
- Экипаж: 1 человек
- Длина: 7,25 м
- Размах крыла: 7,8 м
- Взлётная масса: 2520 кг
- Макс. скорость: 750 км/ч